# Пенни, Кристофер
Кристофер Гор Пенни (англ. Christopher Gore Penny; род. 4 мая 1962, Морристаун, Нью-Джерси) — американский гребец, выступавший за сборную США по академической гребле в 1980-х годах. Серебряный призёр летних Олимпийских игр в Лос-Анджелесе, обладатель бронзовой медали чемпионата мира, чемпион Игр доброй воли в Москве и Панамериканских игр в Каракасе, победитель и призёр многих регат национального значения.

## Биография
Кристофер Пенни родился 4 мая 1962 года в городе Морристаун, штат Нью-Джерси.
Занимался академической греблей во время учёбы в Принстонском университете, состоял в местной гребной команде, неоднократно принимал участие в различных студенческих регатах. Затем учился в Сент-Джонс колледже Оксфордского университета, где так же был членом гребной команды.
Дебютировал на международном уровне в сезоне 1981 года, когда вошёл в состав американской национальной сборной и выступил на молодёжной регате в Эссене, где в зачёте распашных рулевых четвёрок занял итоговое четвёртое место.
В 1983 году в восьмёрках одержал победу на Панамериканских играх в Каракасе.
Благодаря череде удачных выступлений удостоился права защищать честь страны на домашних летних Олимпийских играх 1984 года в Лос-Анджелесе. В составе экипажа-восьмёрки пришёл к финишу вторым, уступив в решающем заезде только команде из Канады, и тем самым завоевал серебряную олимпийскую медаль.
После лос-анджелесской Олимпиады Пенни остался в составе гребной команды США и продолжил принимать участие в крупнейших международных регатах. Так, в 1985 году он побывал на чемпионате мира в Хазевинкеле, откуда привёз награду бронзового достоинства, выигранную в восьмёрках.
В 1986 году в восьмёрках был лучшим на Играх доброй воли в Москве.
Будучи представителем Оксфордского университета, в 1987 году вместе с несколькими другими американскими гребцами отказался участвовать в традиционной регате «Оксфорд — Кембридж» в знак протеста против методов работы тренера команды Дэниела Топольски. При этом через год он всё же принял участие в данной регате.